# Cruz Díaz Marcos
Cruz Díaz Marcos   (Casillas de Còria, 2 de desembre de 1955 - Badajoz, 18 de setembre de 2023) fou un escriptor extremeny, centrat en la poesia.

## Trajectòria poètica
Va començar la seva trajectòria pública, publicant en el suplement setmanal del periòdic d'Extremadura, “Hoy”, anomenat “Seis y Siete”, les seves primeres creacions poètiques.
També va treballar com a col·laborador en revistes literàries com Clarín y Gemma de Aranguren (Biscaia).
Els seus poemes s'han publicat en llibres i antologies com: 
- “Ruta de la Plata, 1977-1986, 10 años de poesía en Extremadura”.
- Antología “Voces poéticas”, de la Colección “El juglar y la luna” editado por Seuba Ediciones, de Barcelona.
- Antología, “Cantando en tus estrellas, homenaje a Miguel Hernández” editado por Editorial Lofornis, de Barcelona.
- “Promesas poéticas de hoy”, publicat per Edicions “El Paisatge”, de Aranguren (Biscaia).

A més apareixen ressenyes sobre ell en obres publicats per l'Editorial “El Paisatge”, de Aranguren (Biscaia), com:
- “Escritores de Cáceres”,
- “Biografías de literatos”,
- “Diccionario de poetas” i
- “Enciclopedia de Escritores”.

A més va publicar diversos llibres de poesia, algun publicat, com és el cas de “Los instantes vividos”, publicat per l'Editorial Círculo Rojo, i uns altres encara inèdits, com, “Árbol de ausencias”, “Sucesión de albas”, “De la luz en la sombra” y “Sonetos de la contemplación”.

## Premis i reconeixements
Cruz Díaz Marcos va participar l'any 1980 en la quarta edició de el “Premio de Poesía Ruta de la Plata”, amb el poema «Solo ante la belleza», que encara que no va ser premiat sí va quedar entre els finalistes.
Més tard, en 1990 va guanyar el primer premi de poesia “Ruta de la Plata”, en la seva cinquena convocatòria. També ha guanyat, en dues convocatòries, el premi de poesia Ciutat de Còria, ciutat en la qual va guanyar també va guanyar el segon premi en el concurs de relat breu “San Juan 2002” de Còria. Va ser el guanyador de el “Concurso de Poesía 2002” de Calzadilla (Càceres), i es va portar el premi en el III concurs de poesia “Ciudad de Jerez”, de Jerez de los Caballeros (Badajoz) en la modalitat de Sonet Clàssic.